# 행복한 여자 (2007년 드라마)
《행복한 여자》는 2007년 1월 6일부터 2007년 7월 22일까지 방영된 KBS 2TV 주말 드라마이다.

## 줄거리
행복한 결혼 생활을 즐기던 이지연(윤정희 분)과 최준호(정겨운 분). 그러나 준호가 동창 조하영(장미인애 분)과 외도를 저지르면서 이혼하게 된다.
몇 년 후, 죽은 동료 형사의 아이 강세종(강이석 분)을 친아들처럼 기르는 형사 김태섭(김석훈 분)과 가까워지는 지연. 그와 연인 사이로 발전하지만 태섭의 양부가 자신의 친부 이종민(장용 분)이라는 것을 알게 되면서 결국 결별한다.
한편 지연이 자신의 딸 최은지(박사랑 분)를 기르고 있다는 사실을 알게 된 준호는 지난 날의 잘못을 참회하며 지연에게 용서를 구한다. 지연은 준호와 재결합하기로 하지만 태섭이 다쳤다는 소식을 듣게 되는데......

## 등장 인물

### 주요 인물
- 윤정희: 이지연 역(아역 김소현) 보석 디자이너. 준호와 결혼했으나 그의 외도로 이혼하고 혼자 은지를 키운다.
- 정겨운: 최준호 역. 지연의 전 남편. 하영과의 외도로 이혼하고 몇 년 후, 지연을 다시 찾아온다.
- 김석훈: 김태섭 역. 형사. 죽은 동료 형사의 아들 세종이를 친아들처럼 기른다. 지연의 새 연인
- 박사랑: 최은지 역. 지연과 준호의 딸

### 지연 가족
- 강부자: 손영순 역. 지연의 할머니. 보쌈김치 운영
- 고두심: 박원희 역. 지연의 어머니.
- 문정희: 이지숙 역. 지연의 큰언니. 노처녀
- 김윤정: 이지선 역(아역 이지완). 지연의 작은언니
- 김재만: 황대길 역. 지연의 형부. 지선의 남편

### 준호 가족
- 주현: 최현두 역. 준호의 아버지
- 사미자: 변영자 역. 준호의 어머니. 집안이 좋지 않은 지연을 탐탁치 않게 여긴다.
- 박성웅: 최준식 역. 준호의 형
- 최지나: 문선영 역. 준호의 형수. 준식의 아내

### 태섭 가족
- 장용: 이종민 역. 지연의 아버지
- 박순천: 김태섭의 어머니 역. 태섭의 어머니
- 김대성: 이지훈 역. 태섭의 동생

### 그 외 인물
- 장미인애: 조하영 역. 준호의 동창이자 불륜 상대
- 김윤경: 유미라 역. 태섭의 전 연인
- 이상엽: 김요한 역. 미라의 새 연인
- 신동미: 허종미 역. 지연의 친구. 지연 이혼 후 새 회사 'J&J'를 차린다.
- 강지섭: 장병구 역. 헬스 트레이너. 지숙의 연인
- 이미영: 병구 엄마 역. 병구의 엄마
- 나경민: 문 형사 역. 태섭의 동료 형사
- 강이석: 김세종 역. 태섭의 죽은 동료 형사의 아들
- 최재원: 문선영 친구 역
- 김나운: 지연의 직장 상사 역
- 최석구: 소 차장 역

## 수상 경력
- 2007년 KBS 연기대상 주간극 부문 여자 우수연기상 윤정희

## 연장
- 행복한 여자 방영 분량이 50부작에서 8회 연장되어 58부작으로 변경 및 확정되었다.

## 참고 사항
- 윤정희가 맡았던 이지연 역은 당초 김아중이 낙점됐으나 드라마 출연을 거부하면서 소속사와의 전속계약 위반 문제 때문에 갈등을 겪어야 했다.[1]
- 신혼부부마저도 동참하는 불륜과 배신이 지나치게 표현됐다는 지적이[2] 있었다.
- https://www.thehappist.com/

## 동시간대 드라마
- 누나
- 문희(이상 MBC)
- 연개소문
- 황금신부(이상 SBS)